# Орден Спортивных заслуг (Камерун)
Орден Спортивных заслуг (фр. Ordre du Mérite Sportif) — государственная награда Камеруна.

## История
Орден Спортивных заслуг учреждён 20 мая 1970 года законом № 70/LF/10.
30 ноября 1972 года принят закон о национальных наградах Камеруна, в котором опубликован новый статут ордена.
Главой ордена является президент Камеруна, утверждающий представления министра спорта.
Орден вручается гражданам Камеруна и иностранцам за выдающийся вклад в развитие физической культуры и спорта, спортивные достижения и другую деятельность, возносящую Камерун на международной спортивной арене.
Орден вручается последовательно, от младшей степени к старшей. Для получения 3-й степени ордена кандидат должен быть не моложе 25 лет, однако при исключительных достижениях это ограничение может быть проигнорировано.
Награждение 2-й степенью ордена возможно не ранее 3 лет (до 1972 года — 5 лет) после получения 3-й степени, 1-й степенью — не ранее 5 лет после получения 2-й степени. В исключительных случаях допускается награждение 2-й или 1-й степенью, минуя младшие степени.
Предусмотрено посмертное награждение орденом.
Существует квота на ежегодное награждение, утверждаемая постановлением президента Камеруна.
Награждение орденом производится ежегодно в день национального праздника — 20 мая.

## Степени
Орден Спортивных заслуг имеет три степени, именуемые по образцу спортивных наград:
- 1-я степень или «Золотая медаль»;
- 2-я степень или «Серебряная медаль»;
- 3-я степень или «Бронзовая медаль».

## Знаки ордена
Знак ордена: круглый бронзовый диск диаметром 38 мм с узким ободком, без эмали. Знак 2-й степени — посеребрённый, 1-й степени — позолоченный. В верхней части знака имеется шарообразное ушко с кольцом, через которое пропускается лента ордена.
На лицевой стороне знака изображена голова льва (анфас) с раскрытой пастью, окружённая лавровым венком, и имеющая над собой три олимпийских кольца зелёной, красной и жёлтой эмали.
На оборотной стороне знака в центре — надпись в две строки «MERITE SPORTIF», и вдоль ободка по окружности:
в 1970—1972 годах: в верхней части — «REPUBLIQUE FEDERALE DU CAMEROUN», в нижней части — «PAIX - TRAVAIL - PATRIE»;
в 1972—1984 годах: в верхней части — «REPUBLIQUE UNIE DU CAMEROUN», в нижней части — «UNITED REPUBLIC OF CAMEROON»;
с 1984 года: в верхней части — «REPUBLIQUE DU CAMEROUN», в нижней части — «REPUBLIC OF CAMEROON».
Лента ордена: шёлковая муаровая, шириной 34 мм.
в 1970—1972 годах: зелёного цвета, по краям красная и жёлтая полосы шириной по 3 мм каждая; по центру — вертикальные жёлтые полоски, у 3-й степени — одна, у 2-й степени — две, у 1-й степени — три; на ленту крепятся две пятиконечные звёздочки, диаметром 8 мм: у 3-й степени — бронзовые, у 2-й степени — посеребрённые, у 1-й степени — позолоченные.
в 1972—1984(?) годах: голубого цвета.
с 1984(?) года: зелёного цвета, по краям жёлтая и красная полосы; на ленту крепится пятиконечная звёздочка: у 3-й степени — бронзовая, у 2-й степени — посеребрённая, у 1-й степени — позолоченная.
Знаки всех степеней носятся на ленте на левой стороне груди.